# Луганська міська територіальна громада
Луганська міська громада — номінально утворена територіальна громада в Луганському районі Луганської області України. Адміністративний центр — місто Луганськ.
Територія громади є окупованою військами РФ.
Утворена 12 червня 2020 року шляхом об'єднання Луганської, Олександрівської міських рад, Миколаївської сільської ради Станично-Луганського району,
Веселогірської, Жовтенської, Металістської сільських рад Слов'яносербського району, Веселотарасівської,
Розкішнянської та Фабричненської сільських рад Лутугинського району і Ювілейної селищної ради.

## Населені пункти
У складі громади: 2 міста — Луганськ, Олександрівськ; 5 селищ — Зразкове, Катеринівка Металіст, Тепличне, Фабричне; 23 села —  Бурчак-Михайлівка, Весела Гора, Весела Тарасівка, Гайове, Жовте, Земляне, Крута Гора, Лиман, Лобачеве, Миколаївка, Новоселівка, Обозне, Паньківка, Привітне, Раївка, Розкішне, Сабівка, Світле, Стукалова Балка, Суходіл, Христове, Цвітні Піски, Шишкове.